# 都成流
都成流（となりりゅう、Tonari opening）は、将棋の戦法のひとつ。

| 9  | 8  | 7  | 6  | 5  | 4  | 3  | 2  | 1  |    |
| 香 | 桂 | 銀 | 金 | 王 |    | 金 | 桂 | 香 | 一 |
|    | 飛 |    |    |    |    | 銀 | 角 |    | 二 |
| 歩 | 歩 | 歩 | 歩 | 歩 | 歩 |    |    | 歩 | 三 |
|    |    |    |    |    |    | 歩 | 飛 |    | 四 |
|    |    |    |    |    |    |    |    |    | 五 |
|    |    |    |    |    |    |    |    |    | 六 |
| 歩 | 歩 | 歩 | 歩 | 歩 | 歩 | 歩 |    | 歩 | 七 |
|    | 角 |    |    |    |    |    |    |    | 八 |
| 香 | 桂 | 銀 | 金 | 玉 | 金 | 銀 | 桂 | 香 | 九 |

後手番が誘導する戦術で、都成竜馬が奨励会時代に指していたことが、その名の由来である。
糸谷哲郎が囲碁・将棋チャンネルでも紹介している。糸谷は、第39期棋王戦予選本戦2回戦　深浦康市vs糸谷哲郎戦で、8手目に△3三角とし、以下先手深浦は▲3四飛と横歩を取り、以下△2三銀として、▲3六飛に△2二飛と回る展開になる。このとき横歩は取らずに▲2八飛と引いても△2四歩～△2三銀で、同じような展開となる。
強引向飛車という名称もある。

## 解説
初手から▲2六歩に△3四歩とし、先手が▲2五歩と早く飛車先を突いてくるとき、4手目に△3三角なら普通であるが、そこで敢えて△3二銀と上がる。対して△2四歩▲同歩△同飛とすると、そこで△3一金と寄るのが都成流である。
図から▲7六歩には△8八角成▲同銀とし△3三銀で、以下▲2八飛には△2七歩▲同飛△4五角が狙い。
対して▲3四飛には△4四角がポイントで、以下▲3六飛は△3三銀で、先手は飛車を2筋に戻れなくなり指しにくくなる。また△4四角に▲2四飛には、ひとつは△3三銀で以下▲2八飛には△2六歩と押さえ込みを狙う。このとき2一や2二の利きを3一の金でカバーしている。先手は角の効きを無くすために△2六歩に▲7六歩と角交換を狙うが、そこで△2二飛と回る手がある。以下▲3八銀には角交換から△2七角がある。もうひとつは△3五角とし、飛車取りと△5七角成を狙う。序盤早くに馬を作ることができれば有利に局面をすすめることができるという狙いである。
このため先手としては、△3三銀に▲2三飛成とする。△2四歩～2二金で龍取りになるが、△2四歩と蓋をして龍が仕留められての局面でも、以下▲2五歩とすると、△同歩であれば、▲同龍で龍が逃げられる。△2二金であれば、▲2四歩とし、以下△2三金に▲同歩成で、と金が銀に当たり、 駒割は飛車と金・銀の２枚替えになる。後手もすぐに△2七飛は▲3三と△同角▲2八歩などがある。
また、▲2四飛とせず▲2四歩もある。以下△3三銀ならば▲4四飛△同銀▲2三歩成など。
図では先手はほかに▲2八飛と引く手がある。以下後手は△4四角とこれまで同様、2筋からの逆襲を狙う場合は歩打ちに備えて▲3八銀と上がる。以下△2六歩▲2七歩△2二飛の順が予想される。
基本的に都成流は初手▲2六歩△3四歩▲2五歩の際に仕向ける戦法であるが、初手▲7六歩と角道を開ける手の場合は、2手目△3二銀。以下▲2六歩に△3一金とすれば、▲2五歩△3四歩に▲2四歩なら、図から▲7六歩の順に合流する。なお△3一金とせず2手目3二銀システムに移行しても、一局。
なお後手は相居飛車を志向し、飛車は回らずに３一の金を△3二金とあがって、銀冠を目指す指し方もある。そして先手も2手目△3二銀型に、のちの▲2四歩を回避して他の手を指せば、一局である。
先手番での場合
都成流は本来、後手番の戦法であるが、先手の場合では例えば初手を端歩突きにし、以下△8四歩に▲7六歩△8五歩▲7八銀となれば、都成流に仕向けることは可能である。後手は2手目に△3四歩と角道を開けることも考えられるが、以下▲7八銀に△8四歩とくれば▲7九金とし、△8五歩▲7六歩△8六歩ならば都成流となる。いずれにせよ相手が居飛車を志向すれば、都成流に持ち込み易い。
ほかに初手▲7六歩とし、△8四歩と飛車先を突いてきたら、こちらも、▲2六歩で、以下△8五歩▲2五歩とそのまま突き合えば後手は△3二金と受けるが、以下▲7八銀とあがり、△8六歩と来れば、後は後手番と同じように、▲同歩△同飛に、▲7九金や▲7七角として、都成流となる。
△7六飛と横歩を取った場合、先手も歩の交換をして、△2三歩と打つと、▲8四飛と回る事ができる。△8二歩と打つしかないが、これで後手の飛車の行き場が窮屈になり、かなり使いにくい状態になっている。後は玉を右に移動し、美濃囲いまでゆっくり囲えば、特段問題はない。
このため、△2三歩とは打たないで、△3四歩と角道を開ける手もあるが、これには、▲2二角成△同銀と角交換して、▲8七角と打つ手が生じる。後手△8六飛としたら▲4三角成△同金▲2二飛成があり、先手十分となる。
角の可動域を確保しつつ△3四歩に代えるとすると△1四歩しかないが、これには、▲2八飛と引いておく。この飛車引きに歩の垂らしを警戒して△2三歩と打ってしまうと、先手は今度は▲2五飛として飛車回りを見せる手がある。あくまで歩を打たなければ▲2四歩の垂らしが厳しいので、△2六歩と飛車の横利きで歩を打って収めようとすると、▲6六歩と飛車の横利き止めがある。この後は△7四飛▲2六飛△2三歩▲6六歩△8四飛▲8六飛で一局。なお、飛車の交換をしないのであれば穏やかな展開になり、△同飛▲同角と飛車の交換を応じるのであれば、激しい戦局となる。
そして横歩は取らずに△8四飛と引いた場合は、後手番と同じように▲8六歩として、▲8七銀から▲7八金と銀冠を目指して一局となる。先手としては、飛車先の交換はされたが、銀冠に組む事ができ、一方後手も飛車先の歩の交換ができてお互いに主張が通り、どちらも一局である。
△3一金や▲7九金では歩の垂らしが厄介であるが、△3三角、▲7七角型に対してはこうすれば仕向けられた相手側に良くなるという対策というのはなく、一種のハメ手であっても、相手に対応されたとしても狙いを外されても、それはそれで一局という戦法である。